# 흥왕초등학교
흥왕초등학교는 대한민국 전북특별자치도 익산시에 있는 공립 초등학교이다.

## 학교 연혁
- 1937.04.01 흥왕공립보통학교 편성 인가(4년제,2학급)
- 1937.11.27 교실 3개(75평), 숙직실, 창고, 변소, 승강구 신축
- 1938.04.01 흥왕공립심상소학교로 개칭
- 1942.01.19 교실2칸(50평) 증축
- 1950.06.01 흥왕국민학교로 개칭
- 1955.07.01 후동사 교실 증축 공사 낙성
- 1957.12.05 전동사 교실 증축 공사 낙성
- 1965.05.30 교지확장(800평) 공사 완성
- 1975.05.30 2층 교실 개축(2교실,50평)
- 1979.05.05 이순신장군 동상 건립
- 1982.03.01 흥왕 초등학교 부설 흥왕유치원 설립 인가
- 1982.03.01 교문개축공사 및 세종대왕상 건립
- 1987.03.01 유치원 1학급 증가(2학년 편성)
- 1993.12.31 급식소 수선 및 시설공사
- 1994.03.01 도덕과 시범학교 운영(이리교육청 지정)
- 1995.02.28 다목적교실 증축 공사
- 1996.03.01 흥왕초등학교로 개명
- 2004.10.23 전국 아름다운학교 선정
- 2006.03.01 방과후시범학교 운영(전라북도교육청지정)
- 2009.03.01 교실수업개선 사회과 연구학교 운영(전라북도교육청지정)
- 2009.08.19 영어체험교실 리모델링
- 2013.03.01 제 25대 이경혜 교장 부임
- 2013.03.01~2015.02.28 환경교육시범학교운영(전라북도교육청지정)
- 2013.12.06 미끄럼틀 등 놀이기구 설치 및 보수
- 2014.04.25 야외 시계 설치 및 학교 숲 편백나무 식재
- 2014.08.25 유치원 조합 놀이기구 설치
- 2014.12.08 과학실 실험대 및 의자 구입
- 2014.12.23 강당 전기난로 구입, 행정실 냉난방기 설치
- 2015.02.13 제73회 졸업식(남6명,여4명) 누계 6762명
- 2015.02.24 유치원 및 1~4학년 교실 LED 전등 설치
- 2015.03.01 초등학교 6학급, 유치원 1학급 편성

## 참고 자료
- 흥왕초등학교 - 한국교육학술정보원 학교알리미